# Amphibulus nigripes
Amphibulus nigripes är en stekelart som beskrevs av Luhman 1991. Amphibulus nigripes ingår i släktet Amphibulus och familjen brokparasitsteklar. Inga underarter finns listade i Catalogue of Life.